# Operanter Motivtest
Julius Kuhl und David Scheffer brachten 1999 den Operanten Motivtest (OMT) heraus. Wie der methodisch verwandte Thematische Auffassungstest (TAT) erforscht er die Motive von Menschen, indem er sie zu Bildern assoziieren lässt. Anders als beim TAT muss man aber keine ganzen Geschichten, sondern nur Stichpunkte aufschreiben. Die eingesparte Zeit nutzt man dafür, mehr Bilder abzufragen: während der klassische TAT nur 6 Bilder vorlegt (weil ab dem 7. Bild der Informationsgehalte der Geschichte stark abnahm), sind es beim OMT mindestens 15. Außerdem untersucht man nicht nur jeweils ein Motiv, sondern die drei Hauptmotive (Macht, Leistung, Anschluss) gleichzeitig.
Neben den Bildern stehen folgende Fragen:
- Was ist für diese Person in dieser Situation wichtig und was tut sie?
- Wie fühlt sich diese Person?
- Warum fühlt die Person sich so?
- Wie geht die Geschichte aus?

Seit der Veröffentlichung des TAT entwickelte sich die Motivationstheorie weiter und erforschte auch Vorgänge der Selbststeuerung. Diese neuen Interessen berücksichtigt der OMT: statt nur zwischen einer meidenden und einer aufsuchenden Variante eines Hauptmotivs zu unterscheiden, kennt er sowohl passiv-ängstliche Meidung als auch vier verschiedene Arten von Aufsuchungsmotivation. Die vier aufsuchenden Varianten unterscheidet man danach, ob positive oder negative Affekte steuerten, und ob interne Prozesse oder situative Auslöser entscheidend waren.

## Vorgehen
Da man Unbewusstes erfassen möchte, wird die Art der Motivation von dem Testteilnehmer nicht wie in Fragebögen explizit abgefragt, sondern aus seinen Antworten gefolgert. Man geht von der Modulationsannahme der PSI-Theorie aus: Wenn verengte Sichtweise ("schwarz/weiß-Denken") und rigides Vorgehen sichtbar werden, wird auf die Anwesenheit negativer Affekte geschlossen. Wird die Befriedigung von Bedürfnissen dagegen auf kreative und prosoziale Weise angestrebt, schließt man auf positive Affekte.
Um die selbstgesteuerten von den anreizgesteuerten Varianten zu unterscheiden, sucht man nach Anzeichen von Flexibilität, Kreativität und der Sache selbst entspringender Motivation, z. B. Begegnung beim Beziehungsmotiv, Flow-Erleben beim Leistungsmotiv, prosoziale Einflussmöglichkeit beim Machtmotiv. Fehlen diese, dann geht man von äußeren Auslösern aus.
So ergeben sich pro Motiv 5 Kategorien:
- selbstregulierter positiver Affekt
- anreizgesteuerter positiver Affekt
- selbstgesteuerte Auseinandersetzung mit negativem Affekt
- Bewältigung von negativem Affekt durch instrumentelles Handeln ("Aktionismus")
- passive Bewältigung von negativem Affekt ("Grübeln")

## Validität
Gemäß dem Manual der Entwickler hat der OMT gegenüber dem TAT deutlich an Reliabilität und interner Konsistenz gewonnen. Es zeigte sich eine Interrater-Reliabilität von .85, im oberen und  unteren Quartil der Kennwertverteilung sogar Cronbachs Alpha über .70. Als zuverlässige Einsatzorte bezeichnen seine Befürworter die Aufdeckung von Diskrepanzen zwischen bewussten Zielen und impliziten Motiven bei psychischen Erkrankungen und die Einschätzung der Notwendigkeit verhaltenskorrigierender Maßnahmen in der Kinder- und Jugendpsychologie.